# Szczepionki DNA
Szczepionka DNA – typ szczepionki dający nabytą odporność, wykorzystujący sekwencję kwasu deoksyrybonukleinowego (DNA) kodującą białka patogenu. 
Preparat złożony jest z kolistych plazmidów, które zawierają cDNA kodujące antygeny białkowe konkretnych patogenów, przeciwko którym planowane jest uzyskanie odporności. Jest to szczególny rodzaj terapii genowej. 

## Sposób działania
W standardowej metodzie szczepienia DNA, plazmidy zawierające odpowiednie geny kodujące białka patogenu są wszczepiane do ciała pacjenta (np. domięśniowo). Takie plazmidy są trawione przez organizm gospodarza, np. człowieka, konkretnie przez komórki prezentujące antygen. W komórkach gospodarza następuje ekspresja genów patogenu zawartych w plazmidzie, co oznacza, że komórki gospodarza, np. człowieka, same produkują białka patogenu. Na wyprodukowane białka reaguje układ odpornościowy, jak w przypadku zwykłego zakażenia, dając dzięki temu odporność przeciwko konkretnym antygenom. Jest to proces analogiczny do standardowych szczepionek z żywymi lub martwymi mikrobami; jedyna różnica polega na tym, że antygeny w przypadku szczepionek DNA są produkowane przez szczepiony organizm, natomiast w przypadku konwencjonalnych – są wcześniej wyprodukowane w laboratorium i w określonych ilościach dostarczone do organizmu w postaci szczepionki. Aby uzyskać lepszą skuteczność i wchłanialność plazmidów, stosuje się kompleksy DNA zawieszone w liposomach kationowych, a następnie rozpuszcza się je w soli fizjologicznej. 
Duże znaczenie w skuteczności tej metody szczepienia może mieć fakt, że bakteryjne DNA w plazmidach zawiera liczne sekwencje CpG, czyli niemetylowane sekwencje cytozyna-guanina, które wywołują wrodzoną odpowiedź immunologiczną u ssaków.

## Historia
Pierwsze próby zastosowania tej metody szczepień miały miejsce w roku 1990, od tego czasu wykonano tysiące badań w tej dziedzinie. 
Na dzień 3 września 2013 baza danych DNAVaxDB zarejestrowała 417 szczepionek DNA, z których każda była przebadana pod względem użyteczności klinicznej lub przynajmniej była na etapie badań na zwierzętach. 
W drugiej dekadzie XXI w. szczepionki DNA są w fazie testów klinicznych. Firmy biofarmaceutyczne, np. Inovio Pharmaceuticals, opracowują szczepionki DNA mające pomóc w zwalczeniu pandemii COVID-19 związanej z rozprzestrzenianiem się koronawirusa SARS-CoV-2.
Żadna szczepionka DNA nie została do tej pory zatwierdzona do stosowania u ludzi (stan na rok 2019).

## Zastosowania szczepionek DNA
Obecnie nie istnieją szczepionki DNA zatwierdzone do stosowania u ludzi. Kilka szczepionek DNA jest stosowanych w weterynarii.
| Cel terapeutyczny                     | Liczba szczepionek DNA | Liczba użytych plazmidów |
| ------------------------------------- | ---------------------- | ------------------------ |
| Bakterie Gram-dodatnie                |                        |                          |
| Bacillus anthracis (laseczka wąglika) | 15                     | 10                       |
| Mycobacterium tuberculosis            | 10                     | 7                        |
| Bakterie Gram-ujemne                  |                        |                          |
| Brucella spp.                         | 15                     | 7                        |
| Wirusy                                |                        |                          |
| HIV                                   | 12                     | 10                       |
| HSV                                   | 19                     | 13                       |
| Wirus dengi                           | 13                     | 6                        |
| Wirus grypy                           | 46                     | 21                       |
| Pasożyty                              |                        |                          |
| Plasmodium spp.                       | 10                     | 9                        |
| Trypanosoma cruzi                     | 10                     | 7                        |
| Inne                                  |                        |                          |
| Nowotwory                             | 34                     | 21                       |